# Dagon (bướm)
Dagon là một chi bướm Nam Mỹ thuộc họ Bướm giáp.

## Các loài
- Dagon pusilla Salvin, 1869
- Dagon catula Hopffer, 1874
- Dagon morena Röber, 1913